# Étienne-Gaspard Robert
Étienne-Gaspard Robert (15 de junio de 1763 - 2 de julio de 1837), a menudo conocido por el nombre artístico de «Robertson», fue un prominente físico belga, mago y el desarrollador influyente de la fantasmagoría. Fue descrito por Charles Dickens como «un hombre del espectáculo honorable y muy educado». Paralelamente a su trabajo pionero en las técnicas de proyección para sus espectáculos, Robert fue también profesor de física y un agudo aeronauta en un momento de gran desarrollo en la aviación. 

## Fantasmagoría
Robert creó una nueva forma de actuación de la ilusión el 1793 en la forma de un espectáculo de linterna mágica de Paul Philidor (entonces bajo el nombre de Paul de Philipsthal). Philidor fue uno de los primeros artistas conocidos de este tipo de espectáculos después haber adaptado el que él mismo había visto por Johann Georg Schröpfer. Con su comprensión de la óptica, Robert se dio cuenta del potencial de las «fantasmagorías». Sus nuevos adelantos tecnológicos se combinaron con sus habilidades en la pintura y la espectacularidad, el desarrollo de un programa previo al cine de terror.
En sus espectáculos, solía tratar el tema de la muerte, mediante la representación de sepulcros, cementerios, esqueletos y la evocación de una atmósfera misteriosa influenciada por las novelas góticas de la época; también buscaba unificar estos temas con tópicos del amor y criaturas monstruosas (demonios, diablos, murciélagos, híbridos, etc.) En cuanto a sus personajes humanos, únicamente solía representarlos bajo figuras de grandes personalidades, como eran los clérigos, monjes, avaros, brujas, religiosas y vírgenes. 
Las técnicas utilizadas por Robertson (sobrenombre del dramaturgo), variaban entre sobre impresiones, fundidos, imágenes en movimiento, alocuciones y efectos sonoros, que se desplegaban en un espacio de entre 25 metros de largo y 8 metros de ancho, mediante el uso del phantoscopio. Así también, el phantoscopio le permitía aumentar y disminuir el tamaño de las imágenes proyectadas, y la aparición, desaparición y desplazamientos de las mismas mediante la aplicación de un sistema de obturación e intercambio de placas, que le otorgaba un efecto secuencial y dinámico a sus shows.
Esta gran cantidad de efectos especiales era conseguida gracias al uso e implementación del phantoscopio en sus espectáculos, creado a partir de una linterna mágica, se situaba tras la pantalla sobre un pie provisto de ruedas de una altura aproximada de 160 cm. Sin embargo, no todos los efectos especiales se conseguían únicamente bajo el uso del phantoscopio; en ocasiones, se utilizada el apoyo de una linterna mágica ordinaria, así como el uso de pequeños bajorrelieves, grabados o medallas, espejos, que se distribuían por la escena para crear determinadas sombras y motivos recortados.
El escenario estaba compuesto por tres partes: En el centro encontrábamos la pantalla de proyección cubierta por una cortina negra que servía como separación entre ambos lados del espectáculo; por un lado, el phantoscopio, y por el otro, unos 15 metros para situar al público. 
Además del mecanismo de representación, Robertson actuaba como narrador de sus propias historias, aportaba comentarios esporádicos que ayudaban a la compresión y a dotar de valor expresivo a sus espectáculos. Junto a la voz de Robertson, le acompañaba entradas musicales ( en ocasiones con un tam-tam o Gong chino; o con algún artilugio cilíndrico que imitara el sonido de la lluvia) que buscaban aportar un efecto psicológico en el espectador, y el uso de ruidos descriptivos.
El uso del phantoscopio en las Fantasmagorías de Robertson llevaron a un modelo de madurez expresiva dentro del espectáculo audiovisual, que buscaba calar tanto en los sentidos como en el pensamiento de los espectadores. La concepción de este tipo de espectáculo, crearía un nuevo modelo para futuras generaciones de linternistas y se convertiría en unos de los grandes antecedentes del género de terror.